# Artashumara
Artashshumara o Artaššumara, (Ar-ta-aš-šu-ma-ra) va ser el fill gran i hereu de Shuttarna II de Mitanni.
A la mort del seu pare l'havia de succeir però al cap de molt poc va morir assassinat per un tal Ud-hi o Uthi, un general o un cortesà; se suposa que aquest Uthi volia regnar en nom d'un rei menor d'edat i que per això va proclamar rei al germà petit de l'assassinat Tushratta.